# Вилланова-Канавезе
Вилланова-Канавезе (итал. Villanova Canavese, пьем. Vilaneuva Canavèis) — коммуна в Италии, располагается в регионе Пьемонт, в провинции Турин.
Население составляет 1010 человек (2008 г.), плотность населения составляет 337 чел./км². Занимает площадь 3 км². Почтовый индекс — 10070. Телефонный код — 011.
Покровителем коммуны почитается святой Максим Туринский, празднование 25 июня.

## Демография
Динамика населения:

## Администрация коммуны
- Официальный сайт: http://www.comune.villanovacanavese.to.it/